# Zoran Živković
Zoran Zivkovic és un polític serbi, nascut el 22 de desembre de 1960 a Niš, Sèrbia, que fou Primer Ministre de Sèrbia.

## Biografia
Va assistir a l'escola en el seu Nis natal i després va estudiar a l'Escola d'Economia de Belgrad, que formava diplomats en l'especialitat al cap de dos cursos anuals. Cap a 1988 va establir a Niš la seva pròpia companyia comercial i el 1992, any de la desintegració definitiva de la República Federal Socialista de Iugoslàvia i la proclamació de la República Federal de Iugoslàvia a partir de les repúbliques de Sèrbia i Montenegro, es va unir al Partit Democràtic (DS).

### Carrera política
En les eleccions del 19 i 26 de desembre de 1993 a l'Assemblea Popular de Sèrbia, Zivkovic va ser un dels 29 candidats del partit que va obtenir escó, per a una legislatura que concloïa el 1997 i que va conèixer un creixent enfrontament amb el règim xovinista i autoritari del Partit Socialista de Sèrbia de Slobodan Milošević.
En les eleccions municipals del 17 de novembre de 1996 Zivkovic es va presentar com a candidat a l'alcaldia de Niš per l'aliança opositora Zajedno, que integraven el DS, el Moviment del Renaixement Serbi (SPO) de Vuk Draskovic i l'Aliança Cívica de Sèrbia (GSS) de Vesna Pesic. Com Djindjic a Belgrad, Zivkovic va vèncer inapel·lablement a Niš, però Milošević va refusar reconèixer els resultats; les primeres protestes a Sèrbia van començar la mateixa nit a Niš continuant-se l'endemà amb la participació multitudinària dels estudiants a les que es van unir altres ciutats sèrbies. Només al cap de gairebé tres mesos d'aquestes protestes de carrer, que ell es va encarregar d'atiar des de la seva base territorial, i de pressions internacionals es va aconseguir que l'autòcrata transigís, de manera que el febrer de 1997 va poder prendre possessió de despatx d'edil junt amb els altres companys electes.

### Oposició a Milošević
Zivkovic va assolir verdadera projecció nacional el 1999, quan protestà contra la repressió massiva conduïda per les forces sèrbies contra la majoria albanesa a la província de Kosovo a redós de la lluita antiterrorista i antiguerrillera contra l'Exèrcit d'Alliberament de Kosovo (UÇK). Després del bombardeig de l'OTAN, va organitzar una xarxa de resistència cívica al règim de Milošević que va involucrar a diverses ciutats governades per l'oposició. Aquesta plataforma contestatària animada des de la institució municipal va convertir a Niš en un baluard del boicot al règim i va resultar decisiva per al llançament del programa de la Unió Europea Energia per Democràcia, que va canalitzar subministraments de combustible als municipis participants en l'hivern de 1999 i 2000, mentre regia l'embargament internacional de petroli a Sèrbia.
Fora d'aquest àmbit territorial, Zivkovic va ser també un dels artífexs de l'Aliança pels Canvis (SZP) i després de la més consistent Oposició Democràtica de Sèrbia (DOS), gran coalició nacional de forces de l'oposició que va passar a exigir el final de la dictadura de fet i eleccions anticipades i democràtiques per renovar les institucions federals. La victòria de la DOS en els transcendentals comicis del 24 de setembre i l'escandalós intent del règim d'anul·lar els resultats van donar pas a una insurrecció popular el 5 d'octubre a Belgrad, que va aconseguir la caiguda de Milošević i l'assumpció del president electe de la DOS, Vojislav Kostunica, líder del Partit Democràtic de Sèrbia (DSS, una escissió nacionalista del DS). En les legislatives, Zivkovic va sortir elegit diputat del Consell dels Ciutadans, la Cambra baixa de l'Assemblea Federal.
Confirmat orgànicament com el número dos del DS, Zivkovic havia estat reelegit també en les eleccions municipals de Sèrbia que es van celebrar simultàniament a les eleccions a la Presidència i l'Assemblea federals. En els mesos següents Zivkovic va manejar amb facilitat, en coordinació amb el Ministeri federal de Defensa i el Ministeri de l'Interior de Sèrbia, la delicada situació de l'activitat guerriller-terrorista al sud de Sèrbia així com va assumir, junt amb el seu homònim en el Govern Serbi, Dusan Mihajlovic, la responsabilitat de combatre a les omnipresents trames del narcotràfic, el tracte de blanques i el crim organitzat, potenciades fins a extrems insospitats per l'inquietant maridatge de les màfies delictives tradicionals i un gran nombre de membres de les organitzacions paraestatals.

### Primer Ministre
El 4 de febrer de 2003, Zivkovic va ser elegit per encapçalar el Ministeri de Defensa en el Govern Federal, però aquest rumb va prendre una inesperada i dramàtica tortuositat amb l'assassinat de Djindjic el 12 de març a Belgrad per franctiradors, fet pel qual varen ser condemnats dos policies vinculats al clan mafiós de Zemun.
En aquest estat de commoció nacional, Zivkovic va ser elevat en primer lloc a la presidència en funcions del DS al mateix temps que el seu partit, del que ja n'era el número dos, el va proposar el 16 de març com el candidat a la presidència del Govern. Va ser elegit amb 128 a favor i 100 en contra l'endemà. En la seva investidura va prometre aprofitar ja estat d'emergència establert per combatre els clans mafiosos, especialment el de Zemun.
Durant el seu govern de poc més d'un any, va mostrar actitud positiva en la negociació de noves línies de crèdit amb l'FMI per retallar el dèficit i frenar la inflació (entorn del 20% anual), va anunciar de la ruptura dels vincles militars amb l'entitat territorial serbobosniana, la Republika Srpska, per aclarir d'obstacles l'accés al programa Associació per a la Pau (ApP) de l'OTAN.
Tanmateix, la difícil situació econòmica i política i la impaciència del poble li va portar a la derrota en les següents eleccions. El 28 de desembre del 2003 l'electorat va castigar tots els partits de l'extinta DOS, cap dels quals llevat dels de Zivkovic i l'Aliança Cívica de Sèrbia no va obtenir representació. Així les coses, el 3 de març de 2004 Kostunica va assumir al capdavant d'un govern de coalició minoritari amb el G17 Plus, el SPO i NS, i Zivkovic va cessar en les seves funcions. Uns dies abans, el 22 de febrer, el primer ministre sortint va intentar aconseguir la presidència unipersonal del DS, restablerta després de gairebé un any de direcció col·legiada, però l'executiva del partit es va decantar per Boris Tadic.

## Actualitat
Zivkovic segueix resident en el seu Niš natal desenvolupant les seves activitats empresarials. Malgrat la seva projecció política la seva família mai no va deixar aquesta localitat, mostrant així una gran fidelitat a la ciutat de la qual va ser alcalde. Està casat amb Biserka (advocada) i té dos fills, Milena i Marko.